# Castelo de Guildford
O Castelo de Guildford situa-se em Guildford, Surrey, Inglaterra. acredita-se que foi erguido após a invasão da Inglaterra em 1066 por Guilherme, o Conquistador.

## História

### Do século XI ao XIII

#### Construção e desenvolvimento
Depois da Batalha de Hastings em 1066, William comandou seu exército para Canterbury e depois saqueou cidades ao longo do Caminho dos Peregrinos, incluindo Guildford. Mais tarde, William, ou um de seus barões, ergueu o Castelo de Guildford. Não há registro disso no Domesday Book, então as obras seguramente iniciaram após 1086.